# Мот (міфологія)
Мот (фінік. , «смерть») — фінікійський бог смерті та підземного царства, син Еля і брат Баала.
За віруваннями фінікійців ковтав померлих або їхні душі. Був постійним опонентом Баала та Мелькарта, насилаючи на них різного роду чудовиськ.
Водночас Мот вважався не лише руйнівником. Дихаючи суховієм, він оберігав врожай, що достигав, від невчасних дощів і повеней.